# Test selekcji Wasona

Każda z czterech kart ma liczbę z przodu i kolor z tyłu. Które karty należy koniecznie odwrócić, żeby sprawdzić, czy prawdziwe jest stwierdzenie, że jeśli jakaś karta zawiera parzystą liczbę z przodu, to jest niebieska z tyłu?

Test selekcji Wasona – zagadka logiczna, opracowana w 1966 roku przez Petera Wasona, cytowana wielokrotnie w badaniach poświęconych psychologii rozumowania. Można ją przedstawić w następujący sposób:
Masz przed sobą cztery karty leżące na stole. Każda karta ma liczbę po jednej i kolor po drugiej stronie. Na widocznych stronach poszczególnych kart widnieje 3, 8, kolor niebieski i kolor czerwony. Którą kartę/karty należy koniecznie odwrócić, żeby sprawdzić czy prawdziwe jest sformułowanie, że jeśli karta zawiera parzystą liczbę z jednej strony, to jej druga strona jest niebieska?
Zarówno odpowiedź wskazująca na kartę, której odwracanie jest niepotrzebne, jak i odpowiedź niewskazująca na kartę, której odwrócenie jest potrzebne, są nieprawidłowe.
W badaniu przeprowadzonym przez Wasona, mniej niż 10% ludzi prawidłowo rozwiązało tę zagadkę. To samo pokazano w badaniu przeprowadzonym w 1993.

## Rozwiązanie
Prawidłowym rozwiązaniem jest wskazanie dwóch kart: karty, na której widać 8, oraz karty, na której widać kolor czerwony. Wynika to z faktu, że twierdzenie było zaprezentowane w postaci implikacji: „Jeśli karta zawiera parzystą liczbę z jednej strony, to jej druga strona jest niebieska”. To twierdzenie jest nieprawdziwe, jeśli istnieje karta, która zawiera parzystą liczbę z jednej strony, i jej druga strona nie jest niebieska. Odwrócenie karty, na której widać „3”, nic nie daje, bo nawet jeśli jej druga strona jest niebieska, nie przeczy to tej implikacji. Podobnie odwrócenie karty, na której widać kolor niebieski, nic nie daje, bo nawet jeśli po drugiej stronie nie ma liczby parzystej, to nie przeczy to implikacji. Z drugiej strony, jeśli po odwróceniu karty czerwona zobaczymy liczbę parzystą, to obali to zakładaną implikację. Podobnie będzie, jeśli po odwróceniu karty z 8 nie zobaczymy po drugiej stronie koloru niebieskiego.

## Wytłumaczenia słabych wyników
Niektórzy psychologowie tłumaczą słabe wyniki uzyskiwane przez badanych tym, że nie interpretują oni twierdzenia podanego w postaci „jeśli... to...” jako twierdzenia z logiki klasycznej, ponieważ w języku naturalnym często używa się tych sformułowań w innym znaczeniu. Johan van Benthem zauważył jednak, że gdy badanemu pokaże się prawidłowe rozwiązanie i wytłumaczy je, nigdy nie zdarza się, żeby badany nie zrozumiał go albo nie zgodził się, że jest prawidłowe.

### Wariant z dostępnością przywilejów

Wariant testu wykorzystujący wiek picia.

Do 1983 eksperymentatorzy zebrali wiele danych świadczących o tym, że wyniki testu selekcji bardzo zależą od tego, czym zastąpi się prezentowane liczby i kolory. Nie było jednak teoretycznego wytłumaczenia, dlaczego w niektórych kontekstach test jest o wiele łatwiejszy, niż w innych.
Leda Cosmides i J. Tooby pokazali, że test selekcji ludzie rozwiązują bardzo łatwo, jeśli przedstawi się go w postaci problemu dotyczącego stosunków społecznych. Przykładowo, jeśli badani mają przetestować twierdzenie „jeśli ktoś pije alkohol, to ma co najmniej 18 lat”, a karty zawierają po jednej stronie wiek osoby, a po drugiej stronie napój, który ona pije, to widząc cztery karty na których widnieje np. „16”, „25”, „piwo”, „woda”, większość testowanych osób bez trudu wskazuje, że odwrócić należy karty „16” i „piwo”. W serii eksperymentów przeprowadzonych z różnymi wersjami tego testu badani uzyskiwali najlepsze wyniki, gdy test był przedstawiony jako badanie, czy z jakichś przywilejów korzystają wyłącznie ci, którzy są do tego uprawnieni. Eksperymentatorzy prezentowali badanym również nieistniejące w rzeczywistości reguły po to, aby wykluczyć hipotezę, że na wynik ma wpływ znajomość jakichś reguł i doświadczenie w testowaniu ich.
Te badania pokazały, że test selekcji jest o wiele łatwiejszy w kontekstach dotyczących korzystania z jakichś przywilejów („żeby otrzymać przywilej X, musisz spełniać warunek Y”), niż w abstrakcyjnych logicznych kontekstach. Może to stanowić potwierdzenie hipotez psychologów ewolucyjnych, że niektóre aspekty ludzkiego rozumowania wyewoluowały w celu rozwiązywania konkretnych problemów w interakcjach społecznych, a nie jako przejaw ogólnej inteligencji. W tym przypadku sugerowałoby to istnienie wyspecjalizowanych ośrodków w mózgu służących do „wykrywania oszustów”.